# رنگین‌تاب برنزه
رنگین‌تاب برنزه (نام علمی: Galbula leucogastra) نام یک گونه از تیره رنگین‌تاب است.